# Romano di Le Puy
Romano di Le Puy ((FR)  Romain du Puy; fl. XII secolo) è stato un nobiluomo francese, proveniva da Le Puy-en-Velay ed accompagnò Ademaro di Monteil alla prima crociata nell'esercito di Raimondo IV di Tolosa.
Egli appare per la prima volta in Terra santa in documenti del 1100.
Fu creato primo signore di Oltregiordano nel 1118 da re Baldovino II. 
Partecipò alla ribellione di Ugo II di Le Puiset nel 1134 e fu esiliato da re Folco che inoltre confiscò il suo feudo e lo assegnò a Pagano il Coppiere.